# Комитас Ахцеци
Комитас Ахцеци — армянский церковный деятель VII века, католикос Армении. Духовный композитор, богослов и гимнограф.

## Биография
Комитас Ахцеци родился в VI веке, с 615 по 628 год являлся католикосом Армении. Был известен своей духовно-культурной и строительной деятельностью. Ахцеци завершил Двинский собор, а в 618 году на месте гибели дев — рипсимеянок им был возведен сохранившийся по сей день храм Рипсиме, в связи с чем Комитас сочинил шаракан «Христовой любви себя посвятившие». Это произведение отличается искусно выбранным размером литературного текста, соответствующей ему ритмикой и прекрасной мелодией. В произведении наличествуют характерные черты «кацурда» или кондака — нового, более развитого по сравнению с простыми кцурдами гимнического жанра. Его кацурд, хотя и опирается на византийские образцы, по стилю создан полностью в национальной традиции и даже отличается от византийских кондаков того периода большей мелодичностью. Произведение Комитаса подняло на новый уровень искусство армянского духовного песнетворчества и способствовало его дальнейшему развитию. Поэма Комитаса — первая из дошедших до нас на армянском поэм, она написана акростихом — каждая строфа начинается с очередной из тридцати шести букв армянского алфавита.
Согласно сообщениям епископа Себеоса, Комитас Ахцеци заменил деревянные перекрытия собора Эчмиадзин каменными сводами, включавшей и щипцовые завершения фасадов. Перестроенный около 620 года собор оказался второй после Текора известной постройкой, в которой реализована четырехстолпная крестово-купольная структура.